# Gerda van der Kade-Koudijs
Gerda Johanna Marie van der Kade-Koudijs (ur. 29 października 1923 w Rotterdamie, zm. 19 marca 2015 w Almelo) – holenderska lekkoatletka, skoczkini wzwyż i sprinterka, mistrzyni olimpijska i mistrzyni Europy.
Podczas pierwszych po wojnie mistrzostw Europy w 1946 van der Kade-Koudijs zdobyła dwa złote medale: w skoku wzwyż oraz w sztafecie 4 × 100 metrów.
Jej największym sportowym sukcesem był złoty medal Igrzysk Olimpijskich w Londynie w 1948 zdobyty w sztafecie 4 × 100 m. Sztafeta holenderska, w skład której oprócz van der Kade-Koudijs wchodziły Xenia Stad-de Jong, Nettie Witziers-Timmer i Fanny Blankers-Koen, wyprzedziła sztafety Australii i Kanady. Van der Kade-Koudijs startowała również w olimpijskim finale skoku w dal, gdzie zajęła 4. miejsce w skoku w dal oraz w biegu na 80 metrów przez płotki, gdzie dotarła do półfinału.
Wielokrotna rekordzistka Holandii.

## Rekordy życiowe
- bieg na 100 m – 11,9 (1944)
- bieg na 80 m przez płotki – 11,4 (1946)
- skok w dal – 5,76 (1947)